# Blepharita vallettai
Blepharita vallettai là một loài bướm đêm trong họ Noctuidae.